# Rana missuriensis
Espèce
"Rana" missuriensis est une espèce d'amphibien de la famille des Ranidae dont la position taxonomique est incertaine (incertae sedis).

## Répartition
Cette espèce a été découverte dans le Missouri aux États-Unis.

## Publication originale
- Wied-Neuwied, 1839 : Reise in das Innere Nord-Amerika in den Jahren 1832 bis 1834, vol. 1, p. 7-14.